# Îlot Zeus
L'îlot Zeus est un îlot rocheux de l'archipel de Pointe-Géologie (terre Adélie), situé en mer Dumont-d'Urville (océan Austral) au large du continent antarctique.

## Description
Situé à 100 m à l'est du cap des Léopards (le cap nord-est de l'île des Pétrels), l'îlot Zeus occupait, avec les îlots Castor et Pollux, le fond de la baie des Gémeaux, qui sépare l'île du Lion de l'île Claude-Bernard. Long de 60 m, cet îlot bas n'atteignait que 6 m d'altitude,.

## Histoire
Dans les années 1980, d'importants travaux ont été réalisés pour relier entre elles les îles  Buffon, Cuvier et du Lion afin de construire une piste d'atterrissage orientée NW–SE pour avions gros-porteurs. L'îlot Zeus a eu la mauvaise idée de se situer dans l'axe de cette piste, entre l'îlot Pollux, à 100 m au nord-ouest, et la plus petite des îles Buffon, à 100 m au sud-est. Il a disparu sous la chaussée ainsi constituée. Une tempête survenue en 1993 a causé d'irrémédiables dégâts, et l'aérodrome n'a jamais été opérationnel.